# Sexsymbol
Et sexsymbol er en berømt person, kvinde eller mand, ofte en skuespiller, musiker, fotomodel, teenageidol eller sportsstjerne, som er internationalt kendt for sin seksuelle attraktionskraft og "seksuelle kapital" hos et publikum. Kendte personer og berømtheder indgår i en form for "stjernesystem" i tabloidaviserne, ugeblade, talkshows og lignende, og hvor disse spiller en vigtig rolle i at skabe og opretholde en offentlig opmærksomhed om hvilke stjerner som bliver betragtet som attraktive. Denne medieindustri bliver på sin vis opretholdt af stærke offentlige krav efter seksuelt fristende fotografier eller filmoptagelser af kendisserne, inkluderet både poserende, letklædte publicitetsbilleder for magasiner som Maxim og andre, og uautoriserede billeder taget på stranden eller natklubber taget af paparazzier med telelinse.
Der er ingen offentlig godkendelse af hvem som har sexappeal eller ikke. I de fleste tilfælde er det en kombination af et generelt godt udseende ifølge kulturens skønhedsidealer, en bestemt ungdommelig alder og en vis mængde medieopmærksomhed. Enkelte magasiner laver lister hvor de rangerer kendisserne efter hvor seksuelt attraktive de er, eksempelvis "De hundrede mest sexede mænd eller kvinder". Når stjernen når en vis alder og generelt ikke er ungdommelig længere, eller er mindre aktiv eller mindre eksponeret i medierne, forsvinder som regel også påstanden om at være sexsymbol.

## Musikere
Musikere, hovedsagelig indenfor populærmusik som popstjerner og rockstjerner, var blandt de første som blev betragtet som sexsymboler. En del af de mest kendte er blandt andre Elvis Presley, medlemmerne af The Beatles og The Rolling Stones, Jim Morrison, Sid Vicious, Jimi Hendrix, David Bowie, Debbie Harry, Sting, Prince, Michael Jackson, Billy Idol, Janet Jackson, Mariah Carey, Madonna, Rihanna, Beyoncé Knowles, Taylor Swift, Steven Tyler, Britney Spears, Cher, Justin Timberlake, Shakira, Lady Gaga, Christina Aguilera o.a.

## Modeller
Mange modeller og supermodeller er kendte nok til at mange af dem bliver betragtet som sexsymboler. En del af nutidens sexsymboler som er blevet kendt som modeller er blandt andre Cindy Crawford, Claudia Schiffer, Elle Macpherson, Naomi Campbell, Linda Evangelista, Gisele Bündchen, Ana Beatriz Barros, Adriana Lima, Alessandra Ambrosio og Heidi Klum.

## Tegneserier
1930'ernes tegneseriefigur Betty Boop er kendt som den første og en af de mest berømte sexfigurer indenfor tegnefilm. Efter Betty Boop er det måske først og fremmest figuren Jessica Rabbit, som Kathleen Turner gav stemme til i tegnefilmen Hvem snørede Roger Rabbit, som er betragtet som det næste store animerede sexsymbol.

## Skuespillere
Film- og fjernsynsindustrien har historisk set spillet en betydelig rolle i at skabe og opretholde forestillingerne om sexsymboler. Følgende liste er en del eksempler på sexsymboler som fik sin status ved at de blev eksponeret på film eller tv.
| - Lillian Russell - Pola Negri - Asta Nielsen - Ramon Novarro - Clara Bow - Theda Bara - John Barrymore - Alla Nazimova - Douglas Fairbanks - Mata Hari - Mae Murray - Nita Naldi - Evelyn Nesbit - Gloria Swanson - Rudolph Valentino - Rudy Vallee - Lya de Putti - Valeska Suratt - Louise Brooks - Myrna Loy - Joan Crawford - Marlene Dietrich - Jean Harlow - Bette Davis - Joan Crawford - Mae West - Errol Flynn - Anna May Wong - Clark Gable - Greta Garbo - Cary Grant - Tallulah Bankhead - Dolores del Rio - Charles Boyer - Robert Taylor - Alice Faye - Vivien Leigh - Fay Wray - Maurice Chevalier - Claudette Colbert - Bing Crosby - Ginger Rogers - Rita Hayworth - Veronica Lake - Ava Gardner - Betty Grable - Olivia de Havilland - Cary Grant - Judy Garland - Hedy Lamarr - Lana Turner - Tyrone Power - Maria Felix - Frank Sinatra - Burt Lancaster - Gregory Peck - Gene Tierney - Jane Russell - Lena Horne - Lauren Bacall | - Elvis Presley - Jane Russell - Marilyn Monroe - Bettie Page - Gina Lollobrigida - Sophia Loren - Jayne Mansfield - Marlon Brando - Grace Kelly - James Dean - Rock Hudson - Mamie Van Doren - Susan Hayward - Sara Montiel - Diana Dors - Audrey Hepburn - Tony Curtis - Kim Novak - Dorothy Dandridge - Paul McCartney - John Lennon - Elizabeth Taylor - Ann-Margret - Ursula Andress - Brian Jones - Raquel Welch - Jane Fonda - Catherine Deneuve - Julie Christie - Paul Newman - Brigitte Bardot - Robert Redford - Clint Eastwood - Sean Connery - Warren Beatty - Claudia Cardinale - Jimi Hendrix - Virna Lisi - Natalie Wood - Uschi Obermaier - Mick Jagger - Jim Morrison - Edie Sedgwick - John Travolta - Farrah Fawcett - Diana Ross - Faye Dunaway - Pam Grier - David Cassidy - Steve McQueen - Ali MacGraw - Ryan O'Neal - Burt Reynolds - Jon Voight - Charlotte Rampling - Goldie Hawn - Lee Majors - Catherine Bach - Kris Kristofferson - Candice Bergen - Lynda Carter - Sam Elliott | - Kevin Bacon - Kim Basinger - Sting - Brooke Shields - Kathleen Turner - Harrison Ford - Daryl Hannah - Mickey Rourke - Patrick Swayze - Tom Cruise - Mel Gibson - Jon Bon Jovi - Melanie Griffith - Madonna - Don Johnson - Rob Lowe - Nastassja Kinski - Michelle Pfeiffer - Michael Douglas - Michael Jackson - Tom Selleck - Richard Gere - Heather Locklear - Prince - Bruce Willis - Sharon Stone - Leonardo DiCaprio - Pamela Anderson - Cindy Crawford - Johnny Depp - Brad Pitt - Demi Moore - Julia Roberts - Keanu Reeves - Uma Thurman - Gillian Anderson - David Duchovny - Jennifer Aniston - Naomi Campbell - Axl Rose - Mariah Carey - Juliette Binoche - Ricky Martin - Linda Fiorentino - Denzel Washington - Sandra Bullock - Antonio Banderas - Salma Hayek - Sarah Michelle Gellar - Nicole Kidman - Cameron Diaz - Mark Wahlberg - Tyra Banks - Lenny Kravitz - George Clooney - Enrique Iglesias | - Angelina Jolie - Megan Fox - Robbie Williams - Jennifer Lopez - Orlando Bloom - Beyonce Knowles - Hugh Jackman - Charlize Theron - Halle Berry - Natalie Portman - Gisele Bündchen - Eva Longoria - Scarlett Johansson - Gerard Butler - Monica Bellucci - Taylor Lautner - Josh Holloway - Katy Perry - Usher - Keira Knightley - Penelope Cruz - Robert Pattinson - Eva Green - Jessica Alba - Kate Beckinsale - Jude Law - Justin Bieber - Justin Timberlake - Ashton Kutcher - Jake Gyllenhaal |